# Akram Zaatari
Akram Zaatari (arabisch أكرم زعتري, DMG Akram Zaʿtarī; * 1966 in Sidon) ist ein libanesischer Ausstellungsmacher, Installations- und Videokünstler. Akram Zaatari ist mit Walid Raad einer der Initiatoren der Arab Image Foundation. 1997 in Beirut gegründet, ist sie eines der wichtigsten Fotoarchive im mittleren Osten.
Er hat mehr als 40 Videos geschaffen, darunter: 
- 1997: All is Well on the Border
- 2000: Red Chewing Gum
- 2003: This Day
- 2005: In this House
- 2008: Nature Morte
- 2008: Letter to Samir
- 2009–2011: Twenty-Eight Nights and a Poem
- 2012: Time Capsule

Zaatari war 2006 Teilnehmer der Biennale von São Paulo und 2012 der dOCUMENTA (13). Er repräsentierte 2013 den Libanon auf der Biennale di Venezia.